# Nogometni savez Saudijske Arabije
Nogometni savez Saudijske Arabije osnovan je 1959. kada je primljen u FIFA-u i AFC.